# Oddziały ochrony pogranicza
Oddziały ochrony pogranicza (OOP) – struktura organizacyjna w  Wojskach Ochrony Pogranicza.

## Formowanie oddziałów
Rozkazem organizacyjnym naczelnego dowódcy WP nr 0245/org. z 13 września 1945 roku powołano Wojska Ochrony Pogranicza.  Do 1 października 1945 roku miano sformować Departament Wojsk Ochrony Pogranicza. Pośredni organ dowodzenia, wydziały WOP, organizowane były w nadgranicznych okręgach wojskowych. Sformowano łącznie sześć wydziałów służby pogranicza, jedenaście oddziałów ochrony pogranicza i siedemnaście samodzielnych kompanii łączności. Poszczególne oddziały ochrony pogranicza różniły się pod względem liczby komend odcinków i strażnic. Łącznie miały powstać 53 komendy odcinków oraz 249 strażnic.
Zgodnie z rozkazem poszczególne okręgi miały sformować następujące Oddziały:
- Warszawski OW (DOW I) – nr 5 w Węgorzewie i nr 6 w Sokółce
- Lubelski OW (DOW VII) – nr 7 we Włodawie
- Krakowski OW (DOW V) – nr 8 w Przemyślu i nr 9 w Nowym Sączu
- Śląski OW (DOW IV) – nr 1 w Żaganiu, nr 10 w Koźlu i nr 11 w Bolkowicach
- Poznański OW (DOW III) – nr 2 w Rzepinie (do końca lat 40. nazwa Rypin Lubuski)
- Pomorski OW (DOW II) – nr 3 w Stargardzie Stargardi nr 4 w Gdańsku

We wszystkich oddziałach ochrony pogranicza łącznie miały powstać 53 komendy odcinków oraz 249 strażnic.

## Struktura organizacyjna oddziału
Struktura organizacyjna oddziału OP w 1945 roku
dowódca oddziału ochrony pogranicza
- adiutant
- zastępca dowódcy do spraw polityczno-wychowawczych
  - wydział polityczno-wychowawczy
- zastępca dowódcy do spraw liniowych
  - kierownik służby psów
- szef sztabu
  - sztab
- zastępca dowódcy do spraw wywiadu
  - wydział wywiadowczy
- pomocnik dowódcy do spraw gospodarczych
  - wydział zaopatrzenia materiałowo-technicznego
  - sekcja kwaterunkowo-eksploatacyjna
  - kompania gospodarcza
- szef służby inżynieryjnej
- szef służby samochodowej
- szef służby chemicznej
- szef służby sanitarnej
  - ambulatorium –izba chorych
  - szef służby weterynaryjnej
  - ambulans weterynaryjny
- komenda odcinka (zmienna liczba)
- przejściowe punkty kontrolne (zmienna liczba)
- grupa manewrowa
- pluton komendancki

Jesienią 1946 roku przeprowadzono reorganizację Odcinków. Etaty komend odcinków zmniejszono ze 147 do 63 żołnierzy.

## Oddziały ochrony pogranicza w 1946
- 1 Oddział Ochrony Pogranicza – Lubań Śląski
- 2 Oddział Ochrony Pogranicza – Krosno Odrzańskie
- 3 Oddział Ochrony Pogranicza – Szczecin
- 4 Oddział Morski Ochrony Pogranicza – Słupsk
- 5 Oddział Ochrony Pogranicza – Kętrzyn
- 6 Oddział Ochrony Pogranicza – Białystok
- 7 Oddział Ochrony Pogranicza – Chełm
- 8 Oddział Ochrony Pogranicza – Przemyśl
- 9 Oddział Ochrony Pogranicza – Nowy Sącz
- 10 Oddział Ochrony Pogranicza – Gliwice
- 11 Oddział Ochrony Pogranicza – Kłodzko